# 棟克爾格拉本河

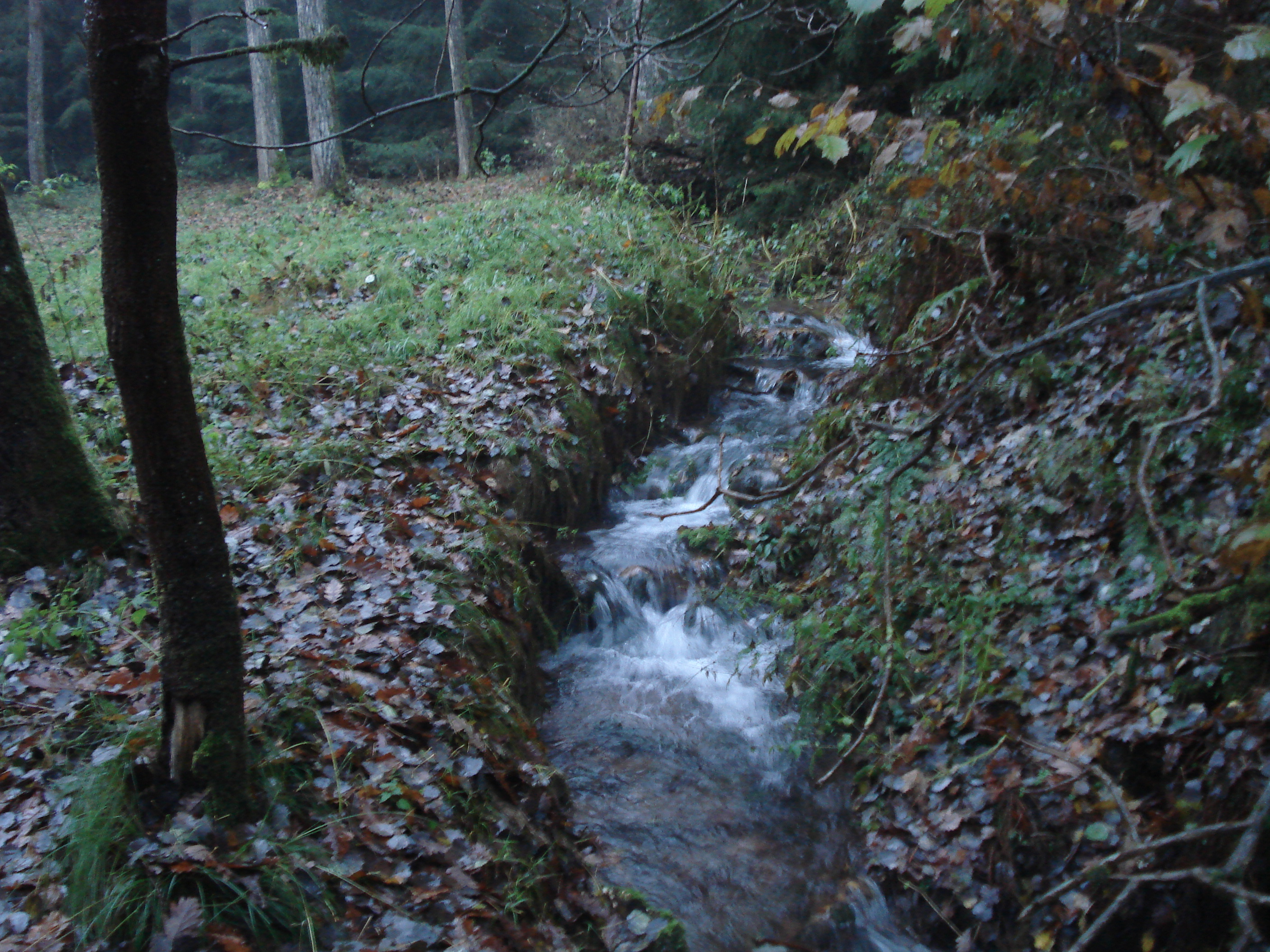
棟克爾格拉本河

49°58′14″N 9°31′59″E / 49.970462°N 9.533169°E
棟克爾格拉本河（德語：Dunkelgraben），是德國的河流，位於該國東南部，由巴伐利亞負責管轄，屬於雷希滕巴赫河的右支流，河道全長1.1公里，流域面積2.2平方公里。